# سامر العيساوي
سامر طارق العيساوي هو أسير فلسطيني وصاحب أطول إضراب عن الطعام بعد محمد صلاح سلطان في التاريخ؛ ولد بتاريخ 16 ديسمبر 1979 في قرية العيسوية شمال شرقي القدس وجده كان من أوائل الذين انضموا إلى منظمة التحرير الفلسطينية، فيما استشهدت جدته خلال سنوات الانتفاضة الأولى، في حين عانى والده ووالدته في مطلع السبعينيات مرارة الاعتقال ليفجعا بعد ذلك باستشهاد شقيق سامر البكر في أواخر العام 1994 جراء الأحداث التي تلت مجزرة الحرم الإبراهيمي، بينما تعرض إخوته وأخواته الستة للاعتقال.

## التسلسل الزمني
- 2003 : أعتقل مطلع العام بتهمة الانتماء للجبهة الديمقراطية لتحرير فلسطين و حكم عليه بالسجن لمدة 30 عام
- 7 تموز 2012 ،أعيد اعتقاله بعد الإفراج عنه ه ضمن صفقة شاليط , حيث تطالب النيابة العامة الإسرائيلية بسجنه لمدة عشرين عامًا بحجة ممارسته نشاطات تنظيمية وسياسية وزيارة مناطق في الضفة الغربية .
- 1 أب 2012 ، أعلن عن إضرابه المفتوح عن الطعام [5]
- 12 مارس 2013 ، بدء اضرابه عن الماء لابعاد سجانية عنة [6]
- 23 أبريل 2013، وافقت النيابة العسكرية الإسرائيلية على صيغة اتفاق عرض من قبل الأسير سامر العيساوي، يقضي بالإفراج عنه بعد 8 أشهر، مقابل وقف اضرابه عن الطعام.[7]
- في تاريخ 23/6/2014 يوم الإثنين، تم اعتقاله مجدداً واقتياده إلى مخفر الشرطة في شارع صلاح الدين القدس.